# Kolla atramentaria
Kolla atramentaria är en insektsart som beskrevs av Victor Ivanovitsch Motschulsky 1859. Kolla atramentaria ingår i släktet Kolla och familjen dvärgstritar. Inga underarter finns listade i Catalogue of Life.